# Сабаа Тахир
Сабаа Тахир (на английски: Sabaa Tahir) е американска писателка от пакистански произход, авторка на произведения в жанровете фентъзи и научна фантастика.

## Биография и творчество
Сабаа Тахир е родена на 7 ноември 1983 г. в Лондон, Англия, в семейство на пакистански имигранти. Има брат. Докато е дете, семейството им се преселва в САЩ.
Израства в пустинята Мохаве, където родителите ѝ притежават малък мотел. Чете много фантастични романи. Завършва Калифорнийския университет в Лос Анджелис.
Стажува във вестник „Вашингтон Поуст“ и след дипломирането си работи в него като редактор в продължение на пет години. След това напуска работата си за да пише.
Първият ѝ фентъзи роман „Въглен в пепелта“ от едноименната поредица е публикуван през 2015 г. Лайа е обикновено момиче от страната на Книжниците, държава завзета от империята на Воините. Нейният брат е пленен от имперски отряд и тя се свързва с бунтовническото движение в града. Става шпионин в крепостта на имперските воини, където среща един от най-добрите ученици войни – Елиас Валерий. Техните съдби неумолимо се преплитат. Романът става бестселър, избран е за най-добрата книга за юноши за 2015 г., закупен е за екранизиране и я прави известна.
Сабаа Тахир живее със семейството си в Маунтин Вю в района на залива на Сан Франциско.

## Произведения

### Серия „Въглен в пепелта“ (Ember in the Ashes)
1. An Ember in the Ashes (2015)
Въглен в пепелта, изд.: „Сиела“, София (2015), прев. Деян Кючуков
2. A Torch Against the Night (2016)
3. A Reaper at the Gates (2018)

### Участие в общи серии с други писатели

#### Серия „Междузвездни войни“ (Star Wars)
- From a Certain Point of View (2017)

от серията има още над 100 романа от различни автори